# 香川県道202号春日讃岐財田停車場線
香川県道202号春日讃岐財田停車場線（かがわけんどう202ごう かすがさぬきさいだていしゃじょうせん）は、香川県仲多度郡まんのう町から三豊市にいたる一般県道である。

## 概要
仲多度郡まんのう町春日から三豊市財田町財田上のJR四国土讃線の讃岐財田駅にいたる。

### 路線データ
- 起点：香川県仲多度郡まんのう町七箇（春日交差点、香川県道・徳島県道4号丸亀三好線交点）
- 終点：香川県三豊市財田町財田上（土讃線 讃岐財田駅前）

## 路線状況

### 重複区間
- 国道32号（三豊市財田町財田上）

## 地理

### 通過する自治体
- 仲多度郡まんのう町
- 三豊市

### 交差する道路
| 交差する道路                    | 市町村名 | 市町村名   | 交差する場所 | 交差する場所      |
| ------------------------------- | -------- | ---------- | ------------ | ----------------- |
| 香川県道・徳島県道4号丸亀三好線 | 仲多度郡 | まんのう町 | 七箇         | 春日交差点 / 起点 |
| 国道32号 重複区間起点           | 三豊市   | 三豊市     | 財田町財田上 |                   |
| 国道32号 重複区間終点           | 三豊市   | 三豊市     | 財田町財田上 |                   |

### 交差する鉄道
- 土讃線

### 沿線
- JR四国土讃線
  - 黒川駅 - 讃岐財田駅